# Ромейн Соєрс
Ромейн Соєрс (англ. Romaine Sawyers, нар. 2 листопада 1991, Бірмінгем) — сент-кіттський футболіст, нападник клубу «Кардіфф Сіті». Народився в Англії, та грав лише за клуби системи футбольних ліг Англії, проте на міжнародному рівні грає у складі національної збірної Сент-Кіттс і Невісу, у складі якої брав участь у першому великому турнірі для збірної — фінальному турнірі Золотого кубка КОНКАКАФ 2023 року.

## Клубна кар'єра
Ромейн Соєрс народився 1991 року в місті Бірмінгем, та є вихованцем футбольної школи клубу «Вест-Бромвіч Альбіон». У 2009 році молодий футболіст був переведений до основнії команди клубу, проте до основи клубу не пробився, і керівництво клубу віддало його в оренду, спочатку до клубу «Порт Вейл», а пізніше до «Шрусбері Таун», а в 2013 році до «Волсолла», який у цьому ж році викупив контракт футболіста, і Соєрс грав у його складі до 2016 року, та вийшов у складі клубу до фіналу Трофею Футбольної ліги у 2015 році.
У 2016 році Соєрс став гравцем клубу Чемпіоншипу «Брентфорд», де він став гравцем основного складу, та одним із основних гравців атакувальної ланки команди.
2019 року Ромейн Соєрс повернувся до клубу «Вест-Бромвіч Альбіон», де цього разу став гравцем основного складу команди. У складі «Вест-Бромвіч Альбіона» футболіст зайняв друге місце в Чемпіоншипі у сезоні 2019—2020 років, та отримав путівку до Прем'єр-ліги. У 2021—2022 роках футболіст грав у складі клубу «Сток Сіті» в оренді.
З 2022 року Ромейн Соєрс грає у склад клубу «Кардіфф Сіті». Станом на початок 2024 року відіграв за валійську команду 39 матчів в національному чемпіонаті.

## Виступи за збірні
Ромейн Соєрс на міжнародному рівні вибрав виступи за збірні Сент-Кіттсу і Невісу. 2011 року він залучався до складу молодіжної збірної Сент-Кіттсу і Невісу, на молодіжному рівні зіграв у 3 матчах, забив 4 голи.
У 2012 році Соєрс дебютував у складі національної збірної Сент-Кіттсу і Невісу. У складі збірної був учасником розіграшу Золотого кубка КОНКАКАФ 2023 року у США та Канаді, який став першим турніром такого рівня для збірної Сент-Кіттсу і Невісу. Станом на початок 2024 року зіграв у складі збірної 43 матчі, в яких відзначився 6 забитими м'ячами.